# Maria de Maria
Maria de Maria (Palmi, 9 febbraio 1918 – Palmi, 11 ottobre 1971) è stata una scrittrice e poetessa italiana.

## Biografia
Maria de Maria nacque a Palmi, in provincia di Reggio Calabria, il 9 febbraio 1918 da Antonio de Maria e Carmela Cavallaro. La morte della madre, avvenuta nell'infanzia, la segnò profondamente, come si può vedere nelle sue opere, ma riuscì comunque a concludere gli studi e a coronare il suo sogno, quello di diventare poetessa.
Nella sua vita riuscì a scrivere tre raccolte di liriche, completamente da autodidatta, sia in dialetto calabrese che in italiano:
- Scogghiu sulu (1958, vernacolo)
- Piccole parole nere (1968)
- Bagliori d'Eterno (1982, postumo, adattato dalle sorelle)

La prima di esse le valse la vittoria del premio "Villa San Giovanni" nel 1957.
Maria de Maria morì all'età di 53 anni l'11 ottobre 1971, nella sua città natale.

## Stile
Lo stile della de Maria è molto influenzato da due fattori: il primo è Rilke, l'autore preferito della poetessa, che la porta a comprendere, attraverso la poesia, la fragilità e l'umanità presente nel suo cuore, ma anche a vedere la natura come una manifestazione della grandezza di Dio.
Il secondo è la morte prematura della madre, che ha donato semplicità e dolcezza alla sua poesia, la quale diventa un mezzo per desiderare e ritrovare un bene perso troppo presto.